# Сент-Андре-лез-Альп
Сент-Андре́-лез-Альп (фр. Saint-André-les-Alpes, окс. Sant Andrieu) — коммуна во Франции, находится в регионе Прованс — Альпы — Лазурный Берег. Департамент коммуны — Альпы Верхнего Прованса. Главный город кантона Сент-Андре-лез-Альп. Округ коммуны — Кастелан.
Код INSEE коммуны — 04173.

## Население
Население коммуны на 2008 год составляло 937 человек.
| 1962 | 1968 | 1975 | 1982 | 1990 | 1999 | 2008 |
| ---- | ---- | ---- | ---- | ---- | ---- | ---- |
| 751  | 952  | 901  | 852  | 794  | 818  | 937  |

## Экономика
В 2007 году среди 544 человек в трудоспособном возрасте (15—64 лет) 390 были экономически активными, 154 — неактивными (показатель активности — 71,7 %, в 1999 году было 72,3 %). Из 390 активных работали 343 человека (186 мужчин и 157 женщин), безработных было 47 (19 мужчин и 28 женщин). Среди 154 неактивных 38 человек были учениками или студентами, 75 — пенсионерами, 41 были неактивными по другим причинам.

## Достопримечательности
- Замок Меуй (XVII век)
- Площадь Фонтанов (1790 год)
- Приходская церковь Сент-Андре, построена между 1847 и 1849
- Церковь Сен-Мартен
- Часовня Нотр-Дам (XVII век, фасад перестроен в XIX веке)
- Часовня Сен-Жан-дю-Дезер (XIX век)
- Церковь Сен-Жак-ле-Мажёр-э-Сен-Кристоф (XVII век)
- Руины церкви Сен-Мишель

## Города-побратимы
- Виллетта-Барреа (Италия, с 2003)

## Фотогалерея

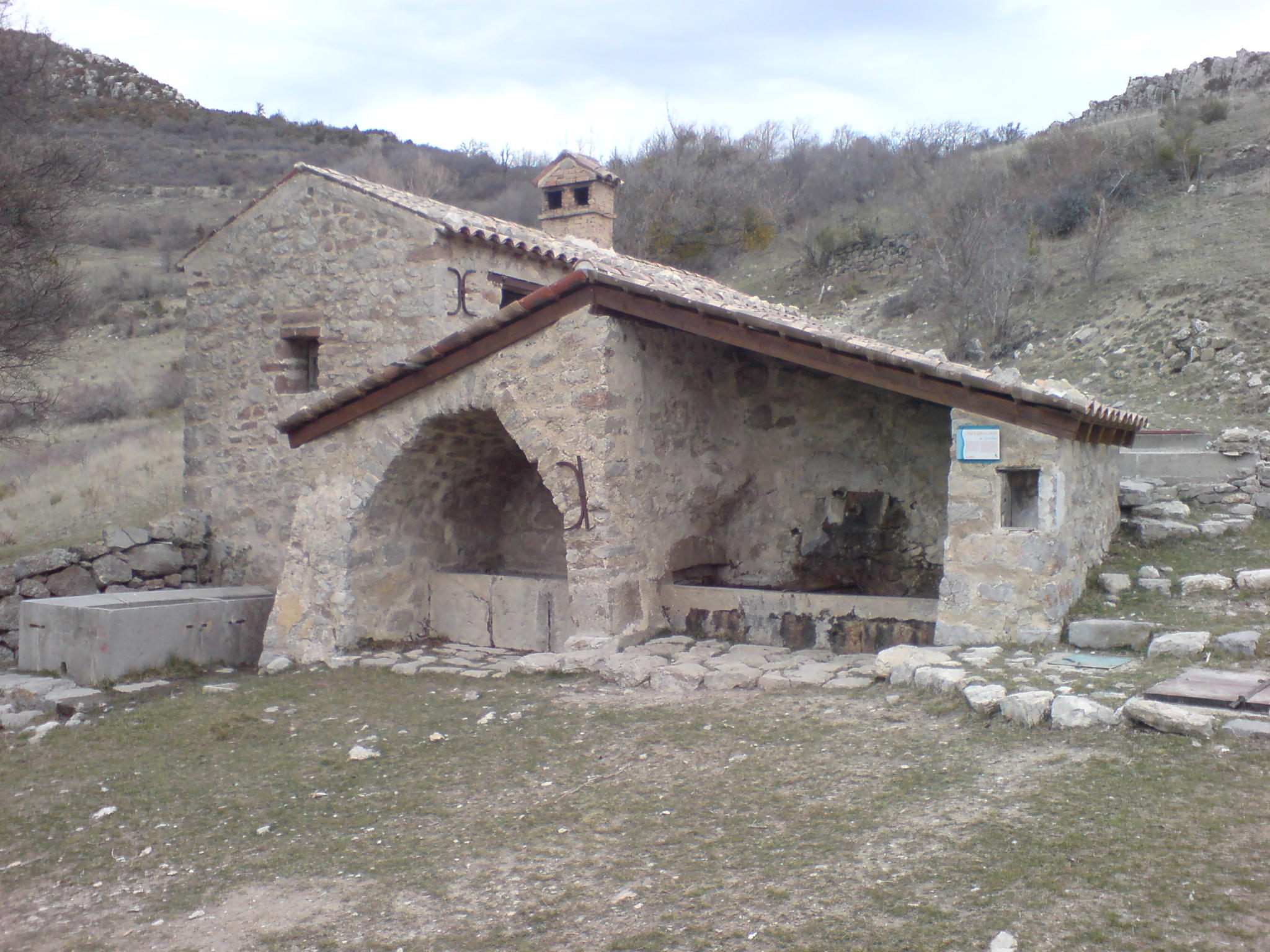
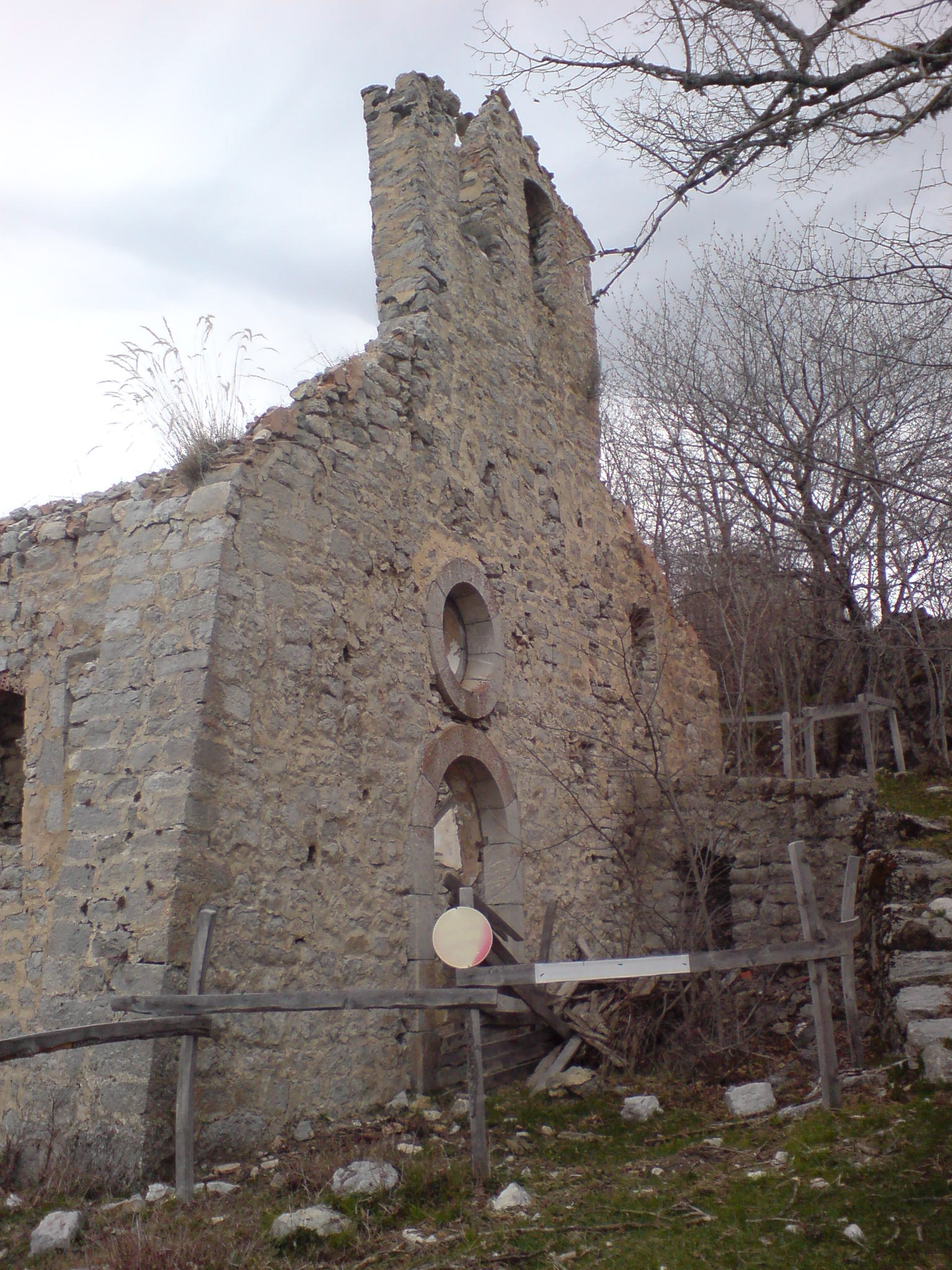
Руины церкви
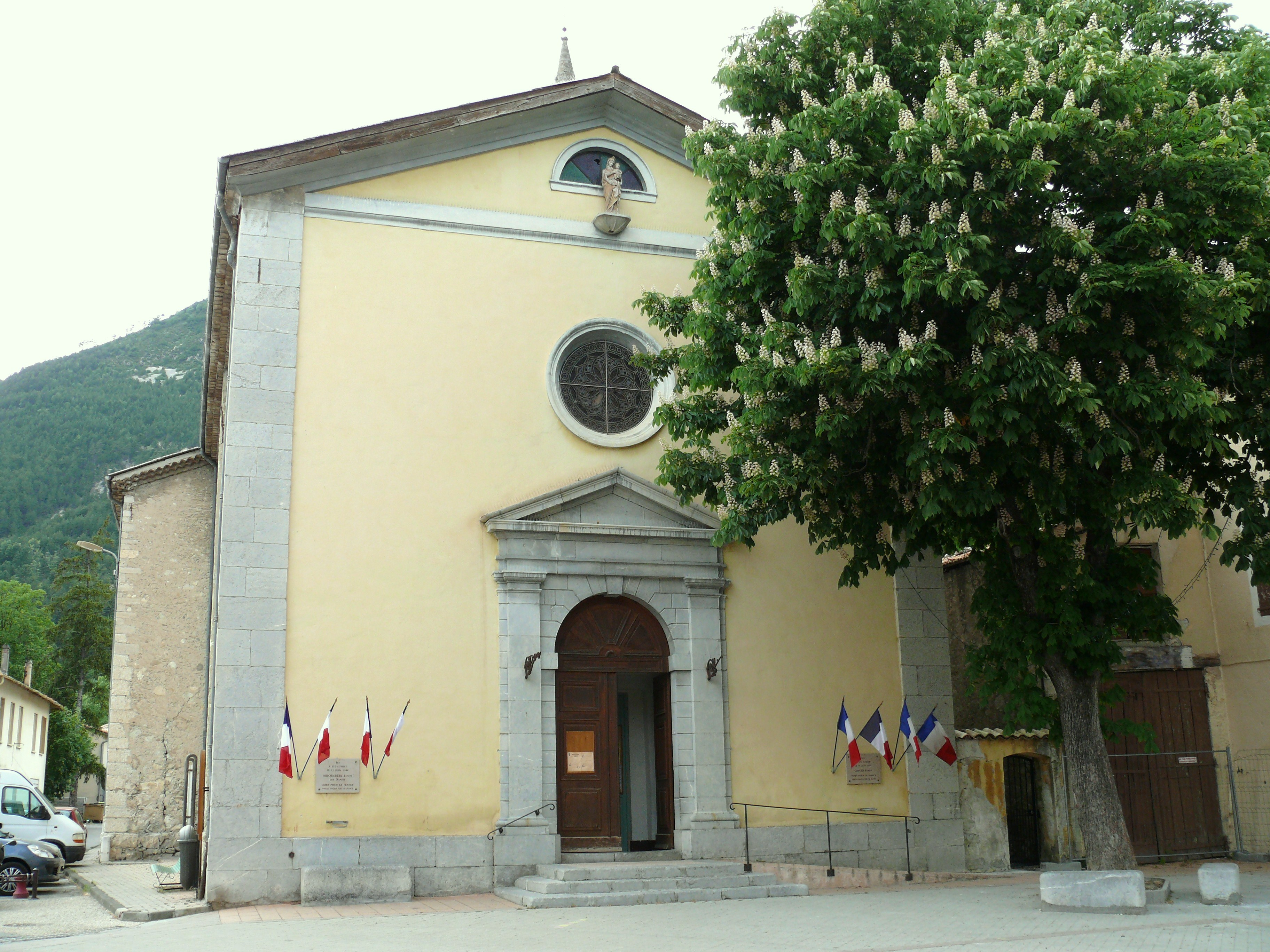
Сент-Андре-лез-Альп
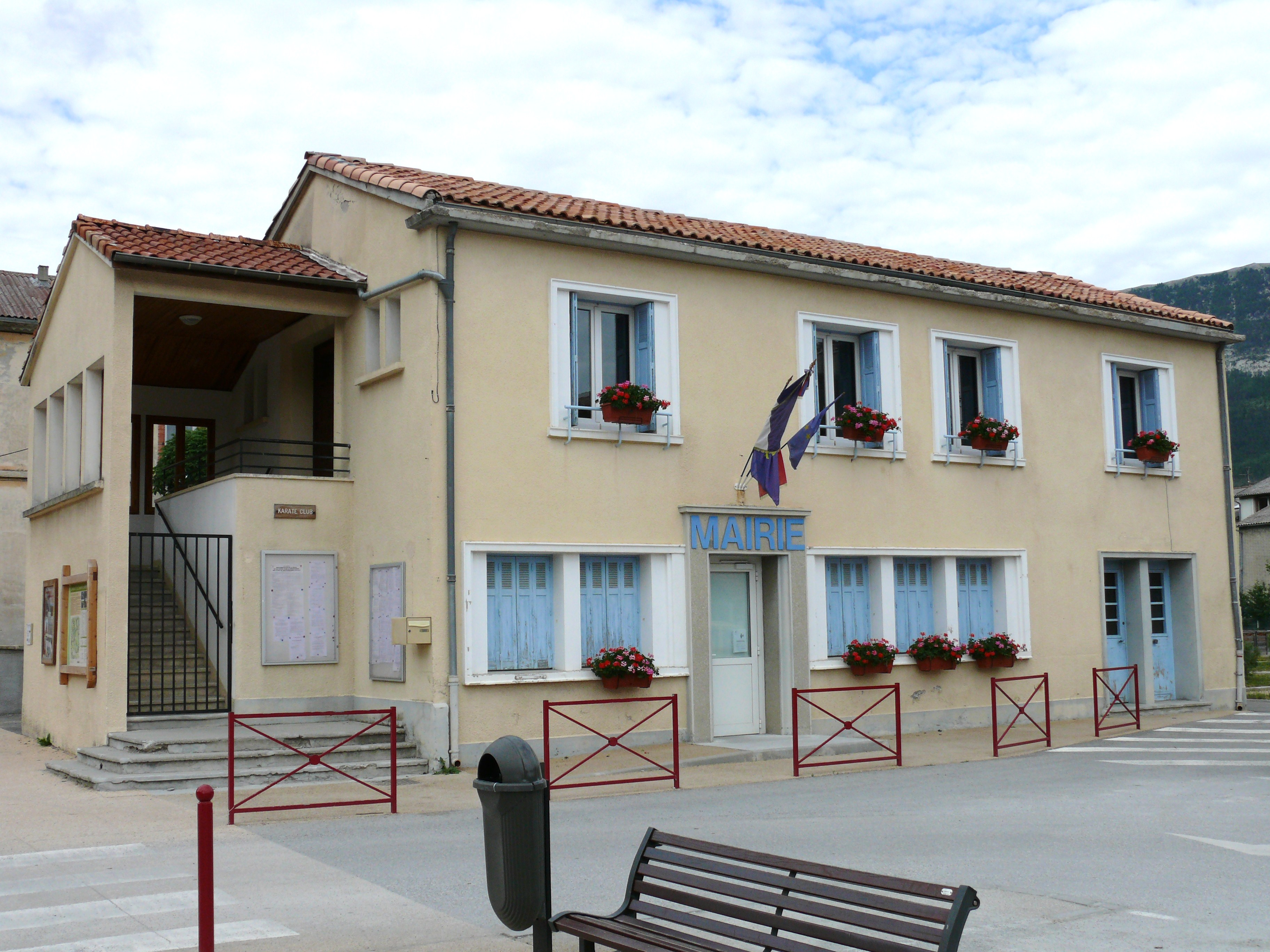
Мэрия